# American Bantam

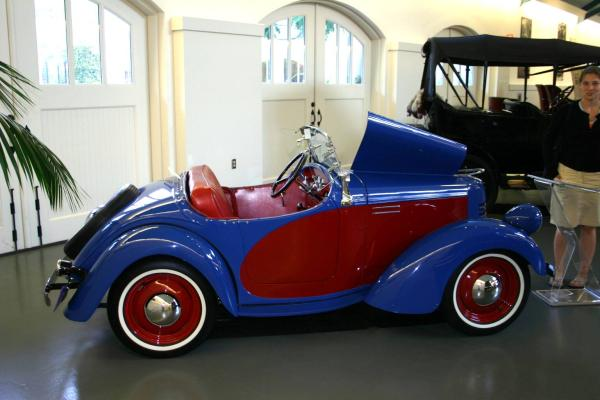
1939 American Bantam

Pour les articles homonymes, voir Bantam.
L'American Bantam Car Company était une société de construction automobile américaine constituée dans l'État de Pennsylvanie. Les trois fondateurs de l'entreprise, Roy Evans, Martin Tow et William A. Ward, Jr, ont uni leurs ressources pour acheter les actifs de l'American Austin Car Company en août 1935, lors d'une liquidation. En 1935, la nouvelle société a produit des véhicules basés sur l'outillage d'American Austin, sous le nom d'Evans Operations Inc. La nouvelle société a été constituée en société sous le nom d'American Bantam Car Company en juin 1936. On attribue à la société l'invention de la Jeep originale en 1940, La société a continué à fabriquer des véhicules jusqu'en 1943, jusqu'à ce que tous ses efforts de fabrication soient concentrés sur la production d'armes de la Seconde Guerre mondiale, y compris la fabrication de moteurs de torpilles, de commandes et de pièces d'avion, de trains arrière de torpilles, de remorques amphibies et de remorques de fret.

## Histoire
Le 2 juin 1936, Roy Evans et ses cofondateurs constituent American Bantam Car Company en Pennsylvanie et transfèrent les actifs achetés à American Austin, ainsi qu'en espèces à la nouvelle société. Début 1937, Evans téléphone au comte Alexis de Sakhnoffsky, le concepteur original de la carrosserie d'Austin, et lui demande de concevoir une nouvelle ligne de carrosseries improvisées à partir de l'outillage existant. Aucun fonds n'était disponible pour un programme de style coûteux, et encore moins pour concevoir de nouvelles matrices de carrosserie, de sorte que la nouvelle conception devait utiliser autant que possible l'outillage d'origine.
La production reprit en 1937 et se poursuivit jusqu'en 1941. Malgré un large éventail de carrosseries pour la Bantam, allant des camions légers aux breaks à flancs en bois, seulement 6 000 Bantams de tous les types ont été produites.
L'American Bantam de 1938 a été la source d'inspiration pour la voiture de Donald Duck qui apparut dans Don Donald (1937).

### La Jeep originale

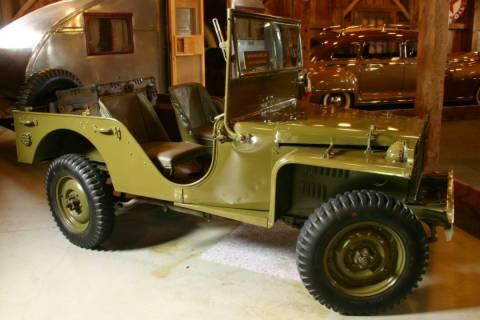
Premières Jeep

American Bantam est crédité de l'invention de la jeep originale, et des premières jeeps militaires de série commandées par l'armée américaine en 1940.
L'idée d'une petite automobile durable pour remplacer le cheval a été défendue par le vendeur d'American Bantam, le commandant de la marine Charles "Harry" Payne (retraité), en étroite collaboration avec Robert Brown, un consultant civil travaillant pour le Quartermaster Corps (QMC) de l'armée américaine. Harold Crist, ingénieur en chef d'American Bantam, et Frank Fenn, président d'American Bantam, qui, ensemble, au printemps 1940, ont défini les spécifications de la première Bantam Reconnaissance Car. Harold Crist s'est taillé la part du lion dans la définition des spécifications, la conception, le design et la construction de la voiture, tandis que Karl Probst a dessiné et formalisé les plans et les spécifications préexistants définis par Crist,.
Au total, American Bantam a construit 2 675 jeeps de 1940 à 1943, la majeure partie de ces véhicules ayant été livrée en 1941. Plus de la moitié de la production initiale a été destinée à l'Armée britannique et certaines envoyées à l'Union soviétique. Certains moteurs et châssis ont été importés de Toledo, en Ohio; les carrosseries originales ont été fabriquées à l'usine American Bantam de Butler, en Pennsylvanie. 
La société a produit le moteur le plus économe en carburant et le premier prototype à suivre le cahier des charges original, et reçut le premier contrat, mais parce que Willys Overland utilisait un moteur plus puissant, et parce que des éléments favorables à Ford dans le Quartermaster Corps revendiquaient que Bantam manquait de capacité de production pour produire le véhicule à l'échelle requise par le Ministère de la Guerre des États-Unis, l'attribution des contrats en cours fut rouverte. Finalement, l'Armée américaine donna 40 dessins et plans de la BRC (Voiture de Reconnaissance Bantam) à Willys-Overland et attribua la majeure partie des commandes à Willys et Ford, tandis que Bantam continua à produire des remorques Jeep (T-3).

## Fin de la production
Après l'arrêt de la production des Jeep, Bantam fabriqua des remorques à deux roues jusqu'à la reprise de l'entreprise par l'Américain Rolling Mills (en) en 1956.

## Galerie

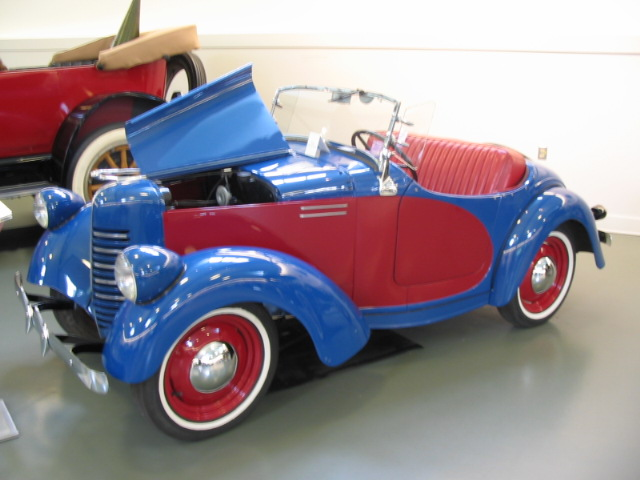
Une autre vue de l'American Bantam de 1939
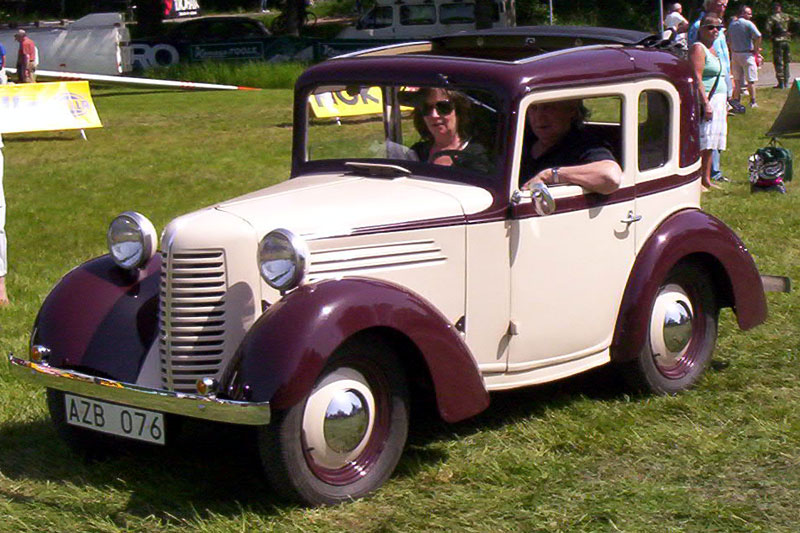
Bantam Modèle 60 Coupé 1938
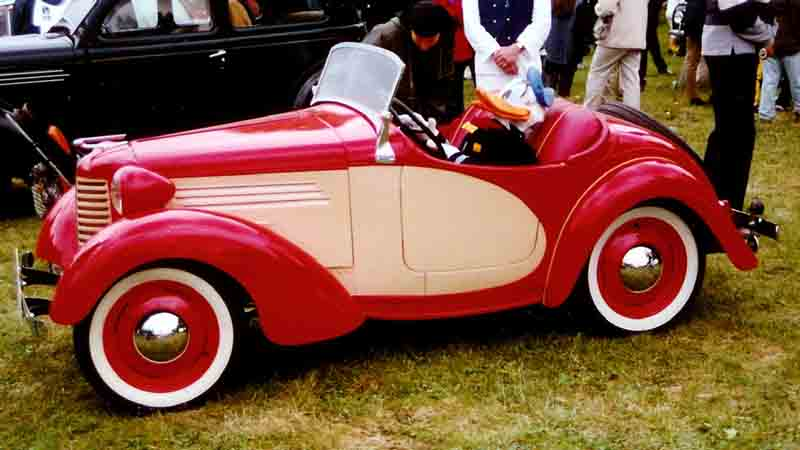
Bantam Modèle 60 Roadster 1938
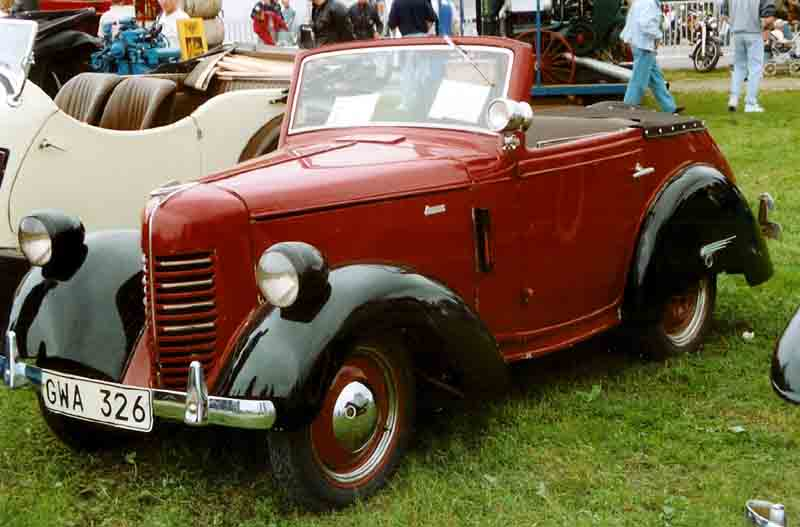
Bantam Modèle 60 Cabriolet 1939
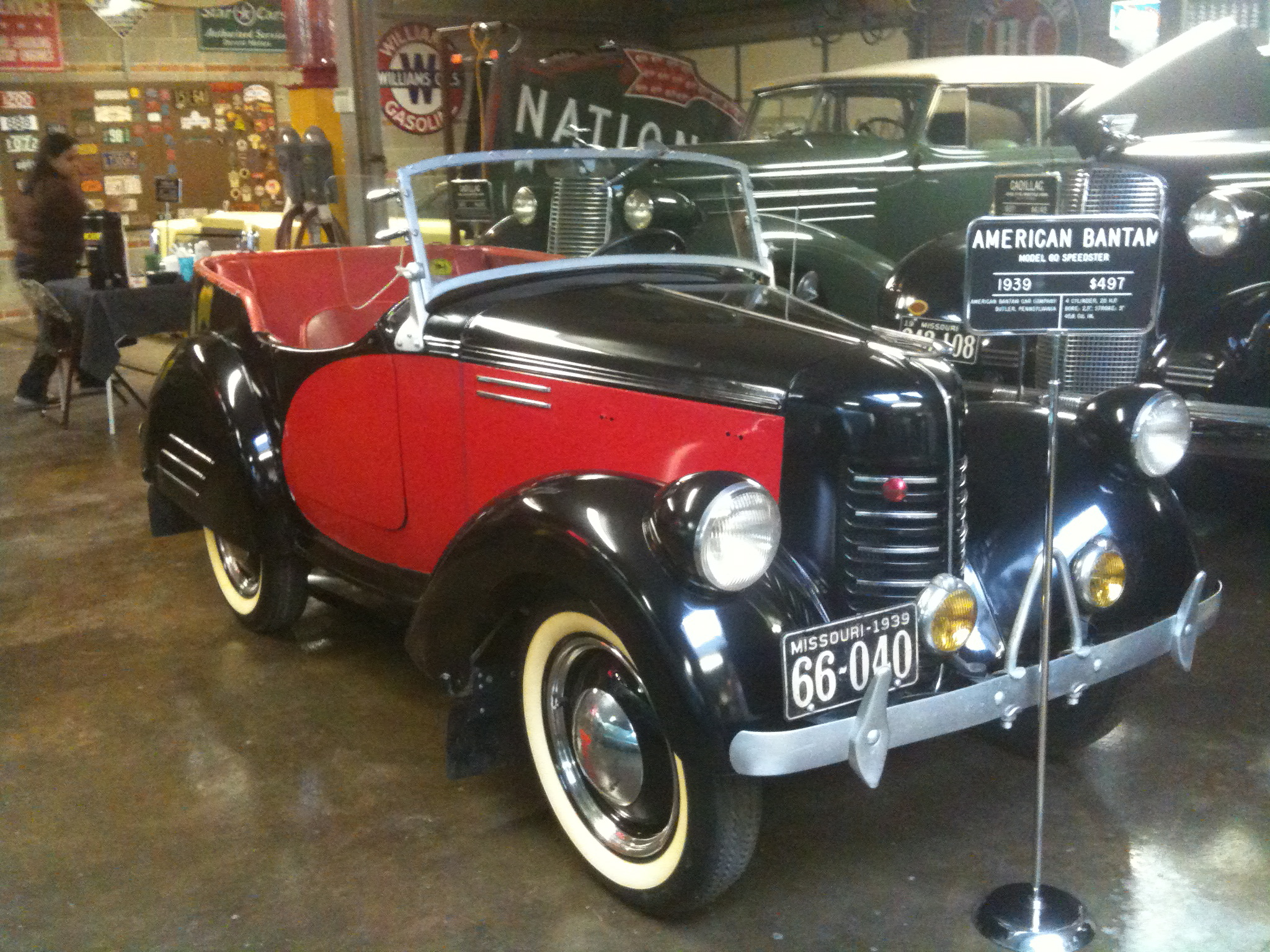
American Bantam Modèle 60 Speedster Cabriolet 1939